# Grand Hotel, Lund
Grand Hotel är ett av Lunds äldsta och mest klassiska hotell och har även en restaurangverksamhet.
Grand Hotel ritades av stadsarkitekten i Helsingborg Alfred Hellerström och uppfördes i historicerande stil 1896–98 vid Bantorget. Den officiella invigningen ägde rum den 12 oktober 1899. Från början var hotellets och dess matsals gäster huvudsakligen av borgerlig karaktär, men med bland annat anställandet av Ingrid Persdotter, tidigare servitris på Akademiska Föreningen, på 1910-talet kom hotellet också att få en stor akademisk publik. En mängd berömda akademiska lundaprofiler har varit gäster här, däribland Sam Ask, Carl Henrik Jensen-Carlén (vars många karikatyrteckningar av andra stamgäster pryder bland annat matsal och foajé), Fritiof Nilsson Piraten och Sten Broman. De båda sistnämnda har sedermera fått rum i byggnaden uppkallade efter sig och givit namn åt maträtter på restaurangens meny: i Piratens fall en smörgås med ål och i Bromans en av denne komponerad variant av köttbullar med whisky i såsen.
Grand Hotel är eller har också varit samlingslokal för en rad olika sällskap, ordnar och organisationer i Lund, såsom Knutsgillet, Sällskapet CC, Lukasgillet, en av stadens Rotaryklubbar med mera.
Byggnadens fasad är klädd med kalkrik övedssandsten. Sedan uppförandet har denna på sina håll kommit att visa prov på långt framskridet vittrande och därför delvis ersatts med tysk sandsten och en hårdare orsasandsten i samband med en restaurering omkring 2010.
Grand Hotel har även en matbutik som heter Grand Deli och som ligger på Klostergatan 11, där kan man köpa dagens lunch, sallader och delivaror.

## Ägare och krögare
- 1898–1903 – Ägare: Lunds spritförädlingsbolag, krögare: C.A. Larsson
- 1903–1911 – Ägare (till 1906): Lunds spritförädlingsbolag, krögare (och från 1906 ägare): Moje Björkman och Axel Jansén
- 1911–1924 – Moje Björkman
- 1924–1928 – A.M. Jacobsson
- 1928–1946 – Elisabeth Jacobsson-Jarlow
- 1946–1955 – Berta Hultén
- 1955–1960 – Ägare: Glacéläderfabriken, krögare: Gunnar Ek
- 1960 (1962?)–1971 – Sven Holger Fogelklou
- 1971–1979 – Ägare: SARA–bolagen, krögare: Frank Svensson
- 1979–1998 – Ägare: Lunds kommun, krögare: Urban Paulsson (1981–1990) och Leif Paulsson (1981–1998)
- 1998–2004 (?) – Leif Paulsson
- Från 2004 (?) – Maria Paulsson Rickle[1][2][3]